# Nedde
Nedde (tiếng Occitan: Neda) là một xã của tỉnh Haute-Vienne, thuộc vùng Nouvelle-Aquitaine, miền trung nước Pháp.